# مارينا شافير
مارينا شافير هي من مواليد (14 أبريل عام 1988) هو مصارعة محترفة ومقاتلة فنون قتالية مختلطة سابقة مولدوفية، وهي موقعة لصالح اتحاد المصارعة العالمي للترفيه (WWE) كجزء من ماركة NXT . اشتهرت بكونها مقاتلة تعمل لصالح اتحاد Invicta Fighting Championship في قسم وزن الريشة للسيدات.

## مهنة مبكرة
كانت المباراة الأولى لشافير في عالم رياضة الفنون القتالية المختلطة Premier FC 9 - Battle to the Belt ، التي أقيمت في 20 مايو 2012. هزمت دينيس جادارد بالإخضاع مستخدمة حركة كروس ارم بريكير Armbar lock خلال أول 0:44 ثانية من الجولة الأولى. كانت المباراة التالية لها في Premier FC 12 Premier Fighting Championship والتي اقيمت في الفترة بين 12 في 17 نوفمبر 2012، حيث هزمت خصمتها بيكي لويس مستخدمة حركة كروس ارم بريكير Armbar lock . وعادت شافير للقتال مرة اخري في عام 2013 في Tuff-N-Uff - Mayhem in Mesquite 2 الذي اقيم في 23 مارس 2013 حيث هزمت دانييل ماك بالإخضاع بحركة كروس ارم بريكر في أول 0:59 ثانية من الجولة الأولى، وهي ثاني أسرع فوز لها في بالإخضاع. في عرض Tuff-N-Uff - Future Stars of MMA الذي اقيم في 29 نوفمبر 2013، فازت شافير علي تابيثا باتيرسون لاخضاع باستخدام قفل المثلث Triangle Choke في 0:59 ثانية من الجولة الأولى. عادت شافير للقتال مرة اخري في عام 2014 في عرض U of MMA - Fight Night 5 الذي اقيم في في 9 فبراير 2014، حيث هزمت نيكول ابشو بالإخضاع خلال دقيقة و 59 ثانية من الجولة الأولى، هذا يعد ثاني أطول انتصار لها منذ مباراتها مع بيكي لويس التي اخضعتها في 2:03 . وقد أصبح لمارينا شافير سجلًا غير مهزومة 5-0 في حياتها المهنية للهواة.

### بطولة القتال إنفيكتا
بعد القتال في مباراتين محترفين آخرتين خلال شهري أبريل وأغسطس 2014، وقعت مارينا شافير مع اتحاد Invicta Fighting Championship. والاولي في عرض LOP - Chaos at the Casion 4 وقد هزمت تشاندرا انجل باستخدام حركة كروس ارم بريكير خلال 1:57 من الجولة الاولي. والثانية في عرض LOP - Chaos at the Casino 5 قد تلقت مارينا شافير أول هزيمة لها امام أماندا بيل بالضربة القاضية خلال 37 ثانية من الجولة الاولي. وظهرت لأول مرة عروض بطولة القتال إنفيكتا في 9 يوليو 2015 في عرض Invicta FC 13 - Cyborg Vs. Van Duin حيث خسرت أمام امبر ليبروك بالضربة القاضية خلال أول 0:37 ثانية من الجولة الأولى وهذه ثاني خسارة لها في مسيرتها القتالية.

## مهنة المصارعة المحترفة

### اتحاد المصارعة العالمية للترفيه (WWE)
في 7 مايو 2018، أعلنت شركة WWE أن كلا من مارينا شافير وجاسمين ديوك Jessamyn Duke قد وقعا مع WWE وقد انضمتا لمركز التدريب الخاص باتحاد دبليو دبليو أي.

#### NXT (2018 حتى الآن)
ظهر Shafir لأول مرة خلال عرض NXT في 26 يوليو، حيث تعاون مع نيكي كروس في هزيمة Aliyah & Rhea Ripley في مباراة علامة. فازت بأول مباراة فردية لها خلال عرض منزل في 28 يوليو، حيث هزمت علياء. خلال معرض البيت الذي أقيم في 30 أغسطس NXT ، تعاونت Shafir مع المقاتلين الشقيقين MMA Jessamyn Duke & Shayna Baszler في هزيمة Dakota Kai و Io Shirai و Nikki Cross . خلال معرض منزل 14 سبتمبر، هزم Shafir و Duke و Shayna Baszler داكوتا كاي و Io Shirai و Kairi Saneفي مباراة العودة. أثناء عرض منزل 22 سبتمبر، هزم شافير، دوق وBaszler داكوتا كاي، كانديس ليراي والقيروان الصانع في مباراة العودة الثالثة. في الأسبوع التالي أثناء عرض منزل 27 سبتمبر، هزم شافير، دوق وBaszler يو شيراي والقيروان الصانع وشيا لى. خلال عرض منزل الليلة التالية، تنافس شافير في معركة المنافسة الأولى الملكية لبطولة WWE للمملكة المتحدة للسيدات، منتهيًا بفوز جيسي إيلان بالمباراة. في معرض منزل الليلة التالية في 29 سبتمبرفاز شافير وجيسامين دوك تقليدي يومين على اثنين من العلامة مباراة، اذ فاز MJ جنكينز و Taynara كونتي. عاد شافير في الشهر التالي خلال معرض منزل 4 أكتوبر، كفريق واحد مع Jessamyn Duke في هزيمة Candice LeRae و Dakota Kai في مباراة علامة. في وقت لاحق ليلتين في 6 أكتوبر، هزم شافير وجيسامين دوك داكوتا كاي وميا ييم. تعاونت Shafir مرة أخرى مع Jessamyn Duke & Shayna Baszler خلال معرض منزل 12 أكتوبر، حيث هزموا ثالوث Io Shirai ، وجيسي Elaban ولاسي لين. خلال عرض الليلة التالية في المنزل، تعاونت Shafir مع Jessamyn Duke ، حيث تحملوا أول هزيمة له على مدار الشهر أمام Io Shirai & Mia Yim عن طريق الاستبعاد. أنهوا الشهر، وانتقموا من هزيمتهم السابقة في معرض منزل 19 أكتوبر، خلال مع Shafir و Duke جنبا إلى جنب مع Shayna Baszler وفاز فريق بطاقة إعادة مباراة هزم ايو Shirai ، ميا ييم وزميله الثالث في الفريق Kairi Sane .